# John R. L. Allen
John Robert Lawrence Allen (* 25. Oktober 1932 in Birmingham; † 18. Oktober 2020 in Thatcham) war ein britischer Geologe (Sedimentologie, archäologische Geologie). Er war Hochschullehrer an der University of Reading.

## Werdegang
Allen studierte Geologie an der University of Sheffield mit dem Abschluss 1955. Ab 1958 war er mit einer Martin Lee Research Fellowship an der University of Reading, an der er 1961 Lecturer, 1967 Reader und 1972 Professor wurde. 1988 wurde er Direktor des neu gegründeten Postgraduate Research Institute in Sedimentology in Reading. 2001 wurde er emeritiert. Er betreute aber auch danach Master-Abschlüsse in Geoarchäologie.
Zunächst befasste er sich mit Sedimentologie, insbesondere von Flüssen, und speziell Mündungsgebieten in Großbritannien (wie dem Severn) und Frankreich, was er mit archäologischen Untersuchungen kombinierte. Seine Untersuchung der geologischen Geschichte des Niger-Deltas hatte auch Anwendungen für die Ölindustrie.
1980 erhielt er die Lyell-Medaille und 1996 die Penrose-Medaille. Er war Fellow der Royal Society (1979). Er erhielt 1987 die William H. Twenhofel Medal und 1990 den G. K. Warren Prize der National Academy of Sciences. Er war Ehrendoktor der University of Reading.

## Schriften
- Sedimentary Structures, 2 Bände, Elsevier 1982
- Principles of Physical Sedimentology, Allen and Unwin 1985